# سبايس MI-335
سبايس MI-335 (بالإنجليزية: Spice MI-335)‏ هو هاتف ذكي من سبايس يعمل بنظام أندرويد، تم طرحه في الأسواق في 2012.

## الخصائص
- نظام التشغيل: أندرويد
- الكاميرا الخلفية: 5 ميجابكسل
- الشاشة: شاشة لمس إل سي دي
- المعالج: 800 ميجا هرتز